# Linh dương đồng lầy
Linh dương đồng lầy hay Linh dương bãi bồi (Danh pháp khoa học: Reduncinae) là một phân họ của các loài linh dương hay còn gọi là phân họ Vi linh bao gồm gồm tám loài linh dương được chia làm hai chi mà tất cả đều sống ở trong các đồng lầy, hoặc các bãi bồi, hoặc các khu vực bãi nổi khác, bao gồm cả các loài linh dương nước Kobus ellipsiprymnus và linh dương đồng cỏ trong chi Redunca. Những con linh dương đầu tiên xuất hiện trong mẫu hóa thạch 7,4 triệu năm trước (Mya) tại vùng Âu Á và 6,6 Mya ở châu Phi.

## Các loài
Tổng thể phân loại chung:
- Họ Trâu bò
  - Phân họ Bovinae: các loài trâu bò và một số loài linh dương với 24 loài trong 9 chi
  - Phân họ Cephalophinae: Linh dương hoẵng, 19 loài trong 02 chi
  - Phân họ Hippotraginae: linh dương gặm cỏ hay mã linh, 23 loài trong 11 chi
  - Phân họ Antilopinae hay phân họ linh dương: Linh dương Gazelle, linh dương lùn Bates và linh dương Saiga, 38 loài trong 14 chi
  - Phân họ Caprinae hay còn gọi là phân họ Dê-Cừu: cừu, dê, 26 loài trong 12 chi
  - Phân họ Aepycerotinae: Linh dương sừng cao, 01 loài duy nhất
  - Phân họ Peleinae: rhebok, chỉ có 1 loài
  - Phân họ Alcelaphinae: linh dương đầu bò, bảy loài trong 04 chi

Phân họ Reduncinae (Phân họ Vi linh) hay còn gọi là linh dương đồng lầy. Hiện hành, phân loài này được ghi nhận là có các loài sau đây:
- Chi Kobus
  - Kobus anselli: Linh dương đồng cỏ Upemba
    - Kobus anselli anselli
    - Kobus anselli smithemani: Linh dương đen đồng lầy

  - Kobus ellipsiprymnus: Linh dương nước
    - Kobus ellipsiprymnus ellipsiprymnus
    - Kobus ellipsiprymnus ellipsiprymnus Ogilby, 1833
    - Kobus ellipsiprymnus kondensis Matschie, 1911 (kể cả Kobus ellipsiprymnus lipuwa, Kobus ellipsiprymnus kulu)
    - Kobus ellipsiprymnus pallidus Matschie, 1911
    - Kobus ellipsiprymnus thikae Matschie, 1910 (kể cả Kobus ellipsiprymnus kuru và Kobus ellipsiprymnus canescens)
    - Kobus ellipsiprymnus defassa (Linh dương nước Defassa)
    - Kobus ellipsiprymnus adolfi-friderici Matschie, 1906 (kể cả Kobus ellipsiprymnus fulvifrons, Kobus ellipsiprymnus nzoiae và Kobus ellipsiprymnus raineyi)
    - Kobus ellipsiprymnus annectens Schwarz, 1913 (including Kobus ellipsiprymnus schubotzi)
    - Kobus ellipsiprymnus crawshayi P. L. Sclater, 1894 (kể cả Kobus ellipsiprymnus uwendensis, Kobus ellipsiprymnus frommivà Kobus ellipsiprymnus münzneri)
    - Kobus ellipsiprymnus defassa Rüppell, 1835 (kể cả Kobus ellipsiprymnus matschiei và Kobus ellipsiprymnus hawashensis)
    - Kobus ellipsiprymnus harnieri Murie, 1867 (kể cả Kobus ellipsiprymnus avellanifrons, Kobus ellipsiprymnus ugandae, Kobus ellipsiprymnus dianae, Kobus ellipsiprymnus ladoensis, Kobus ellipsiprymnus cottoni, Kobus ellipsiprymnus breviceps, Kobus ellipsiprymnus albertensis và Kobus ellipsiprymnus griseotinctus)
    - Kobus ellipsiprymnus penricei W. Rothschild, 1895
    - Kobus ellipsiprymnus tjäderi Lönnberg, 1907 (kể cả Kobus ellipsiprymnus angusticeps và Kobus ellipsiprymnus powelli)
    - Kobus ellipsiprymnus tschadensis Schwarz, 1913
    - Kobus ellipsiprymnus unctuosus Laurillard, 1842 (kể cả Kobus ellipsiprymnus togoensis)

  - Kobus kob: Linh dương Kob
    - Kobus kob kob
    - Kobus kob thomasi
    - Kobus kob leucotis

  - Kobus leche: Linh dương đồng cỏ
    - Kobus leche leche
    - Kobus leche kafuensis
    - Kobus leche robertsi
    - Kobus leche smithemani
    - Kobus leche venterae

  - Kobus megaceros
  - Kobus vardonii
- Chi Redunca
  - Redunca arundinum
  - Redunca fulvorufula
    - Redunca fulvorufula adamauae
    - Redunca fulvorufula chanleri
    - Redunca fulvorufula fulvorufula

  - Redunca redunca
    - Redunca redunca bohor (Rüppell, 1842)
    - Redunca redunca cottoni (W. Rothschild, 1902)
    - Redunca redunca nigeriensis (Blaine, 1913)
    - Redunca redunca redunca (Pallas, 1767)
    - Redunca redunca wardi (Thomas, 1900)